# Бајвал
Бајвал (фр. Bailleval) насеље је и општина у североисточној Француској у региону Пикардија, у департману Оаза која припада префектури Клермон.
По подацима из 2011. године у општини је живело 1.474 становника, а густина насељености је износила 184,02 становника/km². Општина се простире на површини од 8,01 km². Налази се на средњој надморској висини од 65 метара (максималној 161 m, а минималној 42 m).

## Демографија
| 1962. | 1968. | 1975. | 1982. | 1990. | 1999. | 2011. |
| ----- | ----- | ----- | ----- | ----- | ----- | ----- |
| 643   | 646   | 873   | 1.044 | 1.332 | 1.421 | 1.474 |

График промене броја становника у току последњих година